# 한남잭슨
한남잭슨(본명: 강상욱, 1982년 ~ )은 과거 활동했던 대한민국의 래퍼이다. 과거에는 Vinnie라는 이름으로 CB Mass의 1기 멤버로 활동, Vinnie Del Negro라는 이름으로 Ill Skillz의 멤버로 활동하였으나, 멤버 Make-1과의 불화로 Ill Skillz를 탈퇴하였다. 2003년 솔로로 잠시 활동했다가 입대했고, 현재는 직업으로써의 음악은 접은 상태이다. 그의 이름은 거주지역인 한남동과 좋아하는 팝 가수인 마이클 잭슨의 합성어이다. 그는 SDH 하우스가 활동할 동안은 SDH 하우스가 레이블이었으며, 크루는 과거 822를 제외하고는 없다.

## 바이오그래피

### 데뷔와 Ill Skillz
데뷔 당시 그는 Vinnie란 이름으로 1998년 커빈, MC 신건과 함께 CB Mass라는 그룹으로 클럽 마스터플랜의 무대에 처음으로 올랐다. 같은해 CB Mass의 후속 그룹 격인 PDPB가 결성되었으나, 그는 여기에 함께하지 않았다. 한편, 농구를 하면서 친해진 주석의 공연을 도와주게 되고, 이 과정에서 역시 농구를 통해 친해진 Leo Kekoa와 Make-1도 주석의 공연을 도와주면서 친분을 쌓았다. 주석의 "정상을 향한 독주"를 통해 Ill Skillz의 멤버로 거듭난 그는, Vinnie Del Negro라는 이름을 짓고, 자신의 랩 스타일을 "변칙 플로우"라고 부르며 랩을 하였다.
2001년 겨울 Vinnie Del Negro는 Ill Skillz를 탈퇴한다. 곧이어 2002년 신건의 곡 "바밤밤바"로 Make-1을 향한 디스를 한다. 곡은 나오자마자는 타겟이 밝혀지지 않았으나 앞뒤 사정을 볼 때 Make-1이었음을 밝혀진 것이다. 힙합플레이야와 한 인터뷰에서 그는 이유를 다음과 같이 밝히고 있다.
먼저 도저히 형들과는 같이 할 수가 없었습니다. 서로간의 안맞는 성격차이 였는지는 모르겠지만.. 
무척이나 괴롭고 힘든 상황의 연속 이었습니다. 팀의 발전적인 기미가 전혀 보이지 않았고, 물론 나도 열심히 안했지만
그렇게 작업 안하고 놀 바엔, 편의점 아르바이트 라도 하는게 백배 나을 것 같아서, 탈퇴를 결심했습니다.
그리고 이건 사적인 이유로서 이진복 (M-one) 씨가 갑작스런 변화를 가졌는데, 팀에게는 이야기 없이 
무책임한 행동을 하기 일수였습니다. 사람 깔보는 취미가 생긴 그는, 저까지 깔보기 시작했습니다.
만약 진짜 깔볼만한 계기를 제가 만들었다해도, 그건 아니였습니다. 진짜 더러워서 못해먹겠다 싶어 탈퇴를 결심 했습니다.
믿고 의지한 도끼한테 신나게 씹혔습니다.— 2003년 7월 31일 Hiphopplaya 한남잭슨 인터뷰

### 한남잭슨으로의 컴백과 현재
Ill Skillz를 탈퇴한 후 한동안 음악과 떨어진 삶을 살던 그는, Deegie가 앨범을 작업한다는 얘기를 듣고 자신도 음악에 대한 욕심이 생겨 앨범을 작업하기 시작한다. 그리고 2003년 6월에, 이름을 한남잭슨으로 바꾸고 부틀렉 앨범인 "Saturday Superstar"를 발표한다. 이 앨범은 그가 한남잭슨으로서, 또 SDH 하우스의 멤버로서, 또 솔로로서 처음으로 공개하는 결과물이었다. 한편 활동을 하면서 그는 Ill Skillz와 화해를 하였고, 그로 인해 Ill Skillz의 앨범이 추진되었으나 군입대를 하게 되어 무산되었다. 현재 군을 제대한 그는 직업으로서의 음악은 그만둔 상태이며, 제약회사에서 근무하고 있다. 2009년 2월 발매된 Fantastik DOS의 앨범에 피쳐링으로 참여하였으며, 7월에는 Fantastik DOS와 Stereo KOR (스테레오 코리아)라는 프로젝트 팀을 결성한 것이 알려졌으나 킹더형의 해체와 함께 팀의 활동은 거의 전무하였다.
2013년 8월에는 오랜만에 saicanaco라는 신인 프로듀서의 곡 〈아, 쫌!〉에 랩 피쳐링으로 참여하였다. 이후 과거 Stereo KOR을 결성하였던 Fantastik DOS와 함께 "주말워리어 프로젝트"라는 이름 하에 디지털 싱글을 연속적으로 발표하여, 8월에서 10월까지 세 장의 싱글을 발표하였다.
대표곡: 〈토요일은 밤이 좋아〉

## 디스코그래피
- 2003년 6월 26일 Saturday Superstar

## Make-1을 향한 디스
한남잭슨은 신건의 1집 수록곡 바밤밤바!를 통해서 Ill Skillz의 멤버 Make-1을 디스하였다.
신건이 앨범을 발표하고 곧장 군입대를 하여 누구를 디스하는가에 대한 특별한 말이 없었기 때문에, 디스 대상에 대해 리스너들 사이에 논란이 되었다. 그러나 이 앨범이 나오기 전인 2001년 겨울 Vinnie Del Negro가 Ill Skillz를 탈퇴했다는 사정에 비춰 누리꾼들 사이에서 대상이 Ill Skillz가 아니냐는 논란이 불거져나왔고, 결국 Make-1을 대상으로 한 것임이 밝혀졌다. 현재는 모두 화해한 상태이다.